# Strabeek (beek)
De Strabeek is een beek in Nederland Zuid-Limburg. Het is een zijrivier op de rechteroever (noordzijde) van de Geul die ter hoogte van buurtschap Strabeek er in uitmondt (op een hoogte van 62 meter). De beek ontspringt op het Centraal Plateau op een hoogte van ongeveer 120 meter ten oosten van Haasdal in het Ravensbosch en stroomt grotendeels door dit bos. Eerst loopt het ongeveer op de grens tussen de gemeenten Nuth en Valkenburg aan de Geul en verderop alleen nog in de laatst genoemde gemeente. In Ingendael mondt de beek uit in de Geul.
De beek ligt in de nabijheid van waar in de eerste eeuwen van de jaartelling Romeinse villa's hebben gestaan, de Romeinse villa Op den Billich en Romeinse villa Ravensbosch.